# Octuor à vent Paris-Bastille
L'Octuor à vent Paris-Bastille est un octuor à vent français de musique classique fondé en 1992.

## Historique
L'Octuor à vent Paris-Bastille est un ensemble instrumental de musique de chambre fondé en 1992.
L'effectif de la formation est un octuor composé de deux hautbois, deux clarinettes, deux cors et deux bassons. Les membres de l'ensemble sont à l'origine solistes de l'Orchestre de l'Opéra de Paris ou des autres grandes formations symphoniques de la capitale française. 
Peu après sa création, l'Octuor à vent Paris-Bastille remporte un 1er prix au Concours international de musique de chambre de Paris. 

## Membres
Les membres de l'Octuor à vent Paris-Bastille sont :
- hautbois : François Leleux et Olivier Doise ;
- clarinettes : Michel Raison et Romain Guyot ;
- cors : Hervé Joulain et Marc Chamot, puis Antoine Dreyfuss ;
- bassons : Laurent Lefèvre et Jean-François Duquesnoy.

## Discographie
- Octuor à vent op. 103 de Beethoven et Sérénades pour vents K. 388 et K. 375 de Mozart, Harmonia Mundi « Les nouveaux interprètes »[2], HMN 911583, 1996.